# Landtagswahlkreis 1 (Steiermark)
Der Wahlkreis 1 ist ein Wahlkreis in der Steiermark, der die Stadt Graz und den politischen Bezirk Graz-Umgebung umfasst. Bei der Landtagswahl 2015 ging die Sozialdemokratische Partei Österreichs (SPÖ) mit 28,3 % wie bereits bei der Landtagswahl 2010 als stärkste Partei hervor. Von den maximal 15 zu vergebenden Grundmandaten konnte die SPÖ vier Grundmandate auf sich vereinigen, zudem erreichte die Österreichische Volkspartei drei Grundmandate sowie die Freiheitliche Partei Österreichs (FPÖ), Die Grünen – Die Grüne Alternative (GRÜNE) und die Kommunistische Partei Österreichs (KPÖ) erreichten je ein Grundmandat.

## Wahlergebnisse
| Landtagswahl im LTWK 1 2015 %403020100 28,32 % (−5,84 %p)24,84 % (−6,35 %p)23,45 % (+11,14 %p)11,21 % (+0,90 %p)6,44 % (−1,13 %p)3,70 % (n. k. %p)1,34 % (n. k. %p)0,70 % (n. k. %p)keine % (−4,45 %p) SPÖÖVPFPÖGRÜNEKPÖNEOSTSPIRATSonst.20102015 |

| Landtagswahlen im Wahlkreis 1 | Landtagswahlen im Wahlkreis 1 | Landtagswahlen im Wahlkreis 1 | Landtagswahlen im Wahlkreis 1 | Landtagswahlen im Wahlkreis 1 | Landtagswahlen im Wahlkreis 1 | Landtagswahlen im Wahlkreis 1 | Landtagswahlen im Wahlkreis 1 | Landtagswahlen im Wahlkreis 1 | Landtagswahlen im Wahlkreis 1 | Landtagswahlen im Wahlkreis 1 | Landtagswahlen im Wahlkreis 1 |
| ----------------------------- | ----------------------------- | ----------------------------- | ----------------------------- | ----------------------------- | ----------------------------- | ----------------------------- | ----------------------------- | ----------------------------- | ----------------------------- | ----------------------------- | ----------------------------- |
| Wahltermin                    | GM                            |                               | ÖVP                           | SPÖ                           | FPÖ                           | KPÖ                           | GRÜNE                         | LIF/NEOS                      | TS                            | Sonstige                      |                               |
| 4. Oktober 1981               |                               | Stimmenanteile (%)            | 48,46                         | 42,58                         | 7,36                          | 1,59                          | -                             | -                             | -                             | -                             |                               |
| 4. Oktober 1981               | 15                            | Grundmandate                  | 7                             | 6                             | 1                             | 0                             | -                             | -                             | -                             | -                             |                               |
| 21. September 1986            |                               | Stimmenanteile (%)            | 49,43                         | 35,32                         | 5,82                          | 1,26                          | 6,27                          | -                             | -                             | 1,91                          |                               |
| 21. September 1986            | 15                            | Grundmandate                  | 7                             | 5                             | 0                             | 0                             | 1                             | -                             | -                             | 0                             |                               |
| 22. September 1991            |                               | Stimmenanteile (%)            | 40,29                         | 32,52                         | 17,79                         | 0,73                          | 5,13                          | -                             | -                             | 3,54                          |                               |
| 22. September 1991            | 15                            | Grundmandate                  | 6                             | 5                             | 2                             | 0                             | 0                             | -                             | -                             | 0                             |                               |
| 17. Dezember 1995             |                               | Stimmenanteile (%)            | 30,41                         | 31,91                         | 19,28                         | 1,06                          | 7,04                          | 7,33                          | -                             | 2,96                          |                               |
| 17. Dezember 1995             | 16                            | Grundmandate                  | 5                             | 5                             | 3                             | 0                             | 1                             | 1                             | -                             | 0                             |                               |
| 15. Oktober 2000              |                               | Stimmenanteile (%)            | 43,68                         | 27,69                         | 13,26                         | 2,26                          | 10,31                         | 2,36                          | -                             | 0,43                          |                               |
| 15. Oktober 2000              | 16                            | Grundmandate                  | 7                             | 4                             | 2                             | 0                             | 1                             | 0                             | -                             | 0                             |                               |
| 2. Oktober 2005               |                               | Stimmenanteile (%)            | 33,63                         | 36,10                         | 5,10                          | 11,21                         | 8,58                          | -                             | -                             | 5,38                          |                               |
| 2. Oktober 2005               | 17                            | Grundmandate                  | 6                             | 6                             | 0                             | 2                             | 1                             | -                             | -                             | 0                             |                               |
| 26. September 2010            |                               | Stimmenanteile (%)            | 31,19                         | 34,16                         | 12,31                         | 7,57                          | 10,32                         | -                             | -                             | 4,45                          |                               |
| 26. September 2010            | 17                            | Grundmandate                  | 5                             | 6                             | 3                             | 1                             | 1                             | -                             | -                             | 0                             |                               |
| 31. Mai 2015                  |                               | Stimmenanteile (%)            | 24,84                         | 28,32                         | 23,45                         | 6,44                          | 11,21                         | 3,70                          | 1,34                          | 0,70                          |                               |
| 31. Mai 2015                  | 15                            | Grundmandate                  | 3                             | 4                             | 3                             | 1                             | 1                             | 0                             | 0                             | 0                             |                               |
| 24. November 2019             |                               | Stimmenanteile (%)            |                               |                               |                               |                               |                               |                               |                               |                               |                               |
| 24. November 2019             | Grundmandate                  |                               |                               |                               |                               |                               |                               |                               |                               |                               |                               |
| 24. November 2024             |                               | Stimmenanteile (%)            | 23,69                         | 20,64                         | 26,86                         | 7,48                          | 11,21                         | 8,82                          | -                             | 1,31                          |                               |
|                               | 16                            | Grundmandate                  | 4                             | 3                             | 4                             | 1                             | 1                             | 1                             | -                             | 0                             |                               |